# Cilunculus battenae
Cilunculus battenae is een zeespin uit de familie Ammotheidae. De soort behoort tot het geslacht Cilunculus. Cilunculus battenae werd in 1993 voor het eerst wetenschappelijk beschreven door Bamber & Thurston. 